# Нескінченновимірний простір
Нескінченновимірний простір — векторний простір із нескінченно великою розмірністю. Вивчення нескінченновимірних просторів і їх відображень є головним завданням функціонального аналізу. Найпростішими нескінченновимірними просторами є гільбертові простори, найближчі за властивостями до скінченновимірних евклідових просторів.

## Визначення
Лінійний векторний простір називають нескінченновимірним, якщо для будь-якого цілого числа {\displaystyle N>0} у ньому знайдеться лінійно незалежна система, що складається з {\displaystyle N} векторів.

## Базис
Для нескінченновимірного простору існують різні визначення базису. Так, наприклад, базис Гамеля визначають як множину векторів у лінійному просторі, таких, що будь-який вектор простору можна подати у вигляді деякої їх скінченної лінійної комбінації єдиним чином.
Для топологічних векторних просторів можна визначити базис Шаудера. Система елементів {\displaystyle \left\{e_{k}\right\}} утворює базис Шаудера простору {\displaystyle E}, якщо кожен елемент {\displaystyle x\in E} можна подати єдиним чином у вигляді збіжного ряду {\displaystyle x=\sum _{k=1}^{\infty }c_{k}e_{k}}. Базис Шаудера існує не завжди.

## Приклади
- Лінійний простір неперервних на даному проміжку функцій[2].
- Гільбертів простір, утворений нескінченною послідовністю чисел {\displaystyle x=(\xi _{1},...,\xi _{k},...)} зі збіжною сумою квадратів {\displaystyle \sum _{n=1}^{\infty }\xi _{n}^{2}<\infty }[5].
- Множина всіх многочленів[6].
- Фазовий простір у статистичній фізиці є майже нескінченновимірним.[7]
- Простір квадратично-сумованих послідовностей[ru]

## Властивості
- Нескінченновимірний простір не ізоморфний ніякому скінченновимірному[8].